# Pseudogerda fragilis
Pseudogerda fragilis är en kräftdjursart som beskrevs av Oleg Grigor'evich Kussakin 1965. Pseudogerda fragilis ingår i släktet Pseudogerda och familjen Desmosomatidae. Inga underarter finns listade i Catalogue of Life.